# Liste der Stolpersteine in Hofgeismar
In der Liste der Stolpersteine in Hofgeismar werden die vorhandenen Gedenksteine aufgeführt, die im Rahmen des Projektes Stolpersteine des Künstlers Gunter Demnig bisher in Hofgeismar verlegt worden sind.

## Verlegte Stolpersteine
| Adresse                                     | Name                       | Inschrift | Verlegedatum  | Bild | Anmerkung |
| ------------------------------------------- | -------------------------- | --- | ------------- | ---- | --- |
| Apothekenstraße 10 (Standort)               | Johanna Weinberg           | Hier wohnte Johanna Weinberg geb. Liebenstein Jg. 1886 deportiert 1941 ermordet 1941 in Kowno                                         | 9. Dez. 2010  |      | geboren am 5. Oktober 1886 in Hüttenheim in Bayern |
| Apothekenstraße 10 (Standort)               | Kurt Weinberg              | Hier wohnte Kurt Weinberg Jg. 1921 deportiert 1941 ermordet 1941 in Kowno                                                             | 9. Dez. 2010  |      | geboren am 9. Juli 1921 in Hofgeismar |
| Bahnhofstraße 19/21 (Standort)              | Lydia Heilbrunn            | Hier wohnte Lydia Heilbrunn geb. Freudenthal Jg. 1878 deportiert 1942 Richtung Osten ???                                              | 9. Dez. 2010  |      | geboren am 21. Juni 1878 in Bodenfelde |
| Brunnenstraße 23 (Standort)                 | Raymond Lenain             | Hier musste arbeiten Raymond Lenain Jg. 1912 franz. Kriegsgefangener erschossen 5.4.1945 im Hof der Domäne Gesundbrunnen              | 14. Mai 2021  |      | |
| Brunnenstraße 23 (Standort)                 | Marc Boissonnet            | Hier musste arbeiten Marc Boissonnet franz. Kriegsgefangener angeschossen 5.4.1945 im Hof der Domäne Gesundbrunnen mit Hilfe überlebt | 14. Mai 2021  |      | |
| Johannesstraße 2 (Standort)                 | Siegfried Mathias          | Hier wohnte Siegfried Mathias Jg. 1889 deportiert 1941 Minsk ermordet                                                                 | 9. Dez. 2010  |      | geboren am 21. August 1889 in Hofgeismar. Bei der Verlegung des Stolpersteins für Hans Alfred Mathias wurde dieser Stolperstein mit einem neuen Text neu verlegt. Der ursprüngliche Text lautete: „Hier wohnte/Siegfried Mathias/Jg. 1889/deportiert 1941/Minsk/ermordet 1942 in/Treblinka“.      |
| Johannesstraße 2 (Standort)                 | Hans Alfred Mathias        | Hier wohnte Hans Alfred Mathias Jg. 1923 Kindertransport 1939 England                                                                 | 23. Feb. 2022 |      | |
| Johannesstraße 2 (Standort)                 | Fränze Mathias             | Hier wohnte Fränze Mathias geb. Elsbach Jg. 1897 deportiert 1941 Minsk ermordet                                                       | 9. Dez. 2010  |      | geboren am 21. Mai 1897 in Walldorf. Bei der Verlegung des Stolpersteins für Hans Alfred Mathias wurde dieser Stolperstein mit einem neuen Text neu verlegt. Der ursprüngliche Text lautete: „Hier wohnte/Fränze Mathias/geb. Elsbach/Jg. 1897/deportiert 1941/Minsk/ermordet 1942 in/Treblinka“. |
| Markt 9 (Standort)                          | Louis Heilbrunn            | Hier wohnte Louis Heilbrunn Jg. 1869 gedemütigt/entrechtet unfreiwillig verzogen Köln tot 9.11.1939                                   | 23. Feb. 2022 |      | |
| Markt 9 (Standort)                          | Rosa Heilbrunn             | Hier wohnte Rosa Heilbrunn Jg. 1875 deportiert 1941 ermordet in Łodz                                                                  | 9. Dez. 2010  |      | geborene Katz geboren am 2. Mai 1875 in Mollenfelde |
| Markt 9 (Standort)                          | Thea Heilbrunn             | Hier wohnte Thea Heilbrunn verh. Lewin Jg. 1904 Flucht 1939 USA                                                                       | 23. Feb. 2022 |      | |
| Markt 9 (Standort)                          | Erna Blitz                 | Hier wohnte Erna Blitz geb. Heilbrunn Jg. 1907 verzogen 1934 Holland interniert Westerbork deportiert 1942 ermordet 1943 in Auschwitz | 9. Dez. 2010  |      | geboren am 9. Mai 1907 in Hofgeismar |
| Marktstraße 1 (Standort)                    | Alice Berg                 | Hier wohnte Alice Berg verh. Morein Jg. 1904 Flucht 1937 Schweiz                                                                      | 23. Feb. 2022 |      | |
| Marktstraße 1 (Standort)                    | Käthe Berg                 | Hier wohnte Käthe Berg geb. Marcus Jg. 1878 deportiert 1942 tot 1943 in Theresienstadt                                                | 9. Dez. 2010  |      | geboren am 10. Oktober 1878 in Hofgeismar |
| Marktstraße 1 (Standort)                    | Gertrud Berg               | Hier wohnte Gertrud Berg verh. Altschüler Jg. 1906 Flucht 1938 Schweiz                                                                | 23. Feb. 2022 |      | |
| Marktstraße 7 (Standort)                    | Christian Briede           | Hier wohnte Christian Briede Jg. 1881 verhaftet 1938 sog. Rassenschande Zuchthaus Wehlheiden Kassel ermordet 6.11.1943 Buchenwald     |               |      | |
| Marktstraße 7 (Standort)                    | Hedwig Hakesberg           | Hier wohnte Hedwig Hakesberg geb. Königsheim Jg. 1883 deportiert 1941 Lodz ermordet 1942 in Chelmno                                   | 9. Dez. 2010  |      | geboren am 28. April 1883 in Erkeln |
| Marktstraße 7 (Standort)                    | Irma Hackesberg            | Hier wohnte Irma Hakesberg Jg. 1908 deportiert 1941 Lodz ermordet 1942 in Chelmno                                                     | 9. Dez. 2010  |      | geboren am 28. August 1908 in Hofgeismar |
| Marktstraße 7 (Standort)                    | Felix Hakesberg            | Hier wohnte Felix Hakesberg Jg. 1878 deportiert 1941 Lodz ermordet 1942 in Chelmno                                                    | 9. Dez. 2010  |      | geboren am 5. Juli 1878 in Hofgeismar |
| Marktstraße 19 (Standort)                   | Otto Wolf                  | Hier wohnte Otto Wolf Jg. 1881 deportiert 1942 Ghetto Warschau ermordet                                                               | 23. Feb. 2022 |      | die Stolpersteine für die Familie Wolf wurden nur symbolisch verlegt, da vor dem Haus Marktstraße 19 Straßenbauarbeiten erwartet wurden |
| Marktstraße 19 (Standort)                   | Ruth Wolf                  | Hier wohnte Ruth Wolf verh. Cahn Jg. 1914 Flucht 1939 Schottland                                                                      | 23. Feb. 2022 |      | |
| Marktstraße 19 (Standort)                   | Martha Wolf                | Hier wohnte Martha Wolf geb. Jacobsohn Jg. 1887 deportiert 1942 Ghetto Warschau ermordet                                              | 23. Feb. 2022 |      | |
| Mühlenstraße 8 (Standort)                   | Theodor Regensberg         | Hier wohnte Theodor Regensberg Jg. 1881 deportiert 1941 Riga ermordet                                                                 | 23. Feb. 2022 |      | |
| Mühlenstraße (vor der Sparkasse) (Standort) | Benno Adler                | Hier wohnte Benno Adler Jg. 1867 deportiert 1941 ermordet in Kaunas                                                                   | 9. Dez. 2010  |      | geboren am 21. Januar 1867 in Loslau |
| Petriplatz 5 (Standort)                     | Ida Cohen                  | Hier wohnte Ida Cohen geb. Wallach Jg. 1897 verzogen 1933 Holland interniert Westerbork deportiert 1943 ermordet 1943 in Sobibor      | 9. Dez. 2010  |      | geboren am 31. Januar 1897 in Hofgeismar |
| Petriplatz 5 (Standort)                     | Bertha Cohn                | Hier wohnte Bertha Cohn geb. Wallach Jg. 1890 deportiert 1942 Izbica ermordet                                                         | 9. Dez. 2010  |      | geboren am 21. November 1890 in Hofgeismar |
| Petriplatz 5 (Standort)                     | Adelheid Wallach           | Hier wohnte Adelheid Wallach geb. Abt Jg. 1857 Flucht 1939 Holland interniert Westerbork deportiert 1943 ermordet 1943 in Sobibor     | 9. Dez. 2010  |      | geborene Apt geboren am 23. August 1857 in Melsungen |
| Petristraße 1 (Standort)                    | Siegfried Bastheim         | Hier wohnte Siegfried Bastheim Jg. 1878 Flucht 1933 Holland interniert Westerbork deportiert 1943 Sobibor ermordet 4.6.1943           | 23. Feb. 2022 |      | |
| Petristraße 1 (Standort)                    | Louis Bastheim             | Hier wohnte Louis Bastheim Jg. 1869 Flucht 1937 USA                                                                                   | 23. Feb. 2022 |      | |
| Petristraße 3 (Standort)                    | Rosalie Brandenstein       | Hier wohnte Rosalie Brandenstein verh. Reifenberg Jg. 1863 deportiert 1942 Theresienstadt ermordet 23.12.1942                         | 23. Feb. 2022 |      | |
| Petristraße 3 (Standort)                    | Johanna Löwy               | Hier wohnte Johanna Löwy geb. Brandenstein Jg. 1866 deportiert 1942 tot 1942 in Theresienstadt                                        | 3. März 2018  |      | geboren am 3. Dezember 1866 in Hümme |
| Petristraße 3 (Standort)                    | Emma Brandenstein          | Hier wohnte Emma Brandenstein verh. Löwenstein Jg. 1868 deportiert 1942 Theresienstadt 1942 Treblinka ermordet                        | 23. Feb. 2022 |      | |
| Petristraße 3 (Standort)                    | Hugo Brandenstein          | Hier wohnte Hugo Brandenstein Jg. 1872 deportiert 1942 Theresienstadt 1942 Treblinka ermordet                                         | 23. Feb. 2022 |      | |
| Petristraße 3 (Standort)                    | Max Brandenstein           | Hier wohnte Max Brandenstein Jg. 1874 deportiert 1942 ermordet in Auschwitz                                                           | 23. Feb. 2022 |      | |
| Petristraße 3 (Standort)                    | Julius Brandenstein        | Hier wohnte Julius Brandenstein Jg. 1877 deportiert 1942 Theresienstadt Flucht in den Tod 15.7.1942                                   | 23. Feb. 2022 |      | |
| Petristraße 3 (Standort)                    | Sally Brandenstein         | Hier wohnte Sally Brandenstein Jg. 1879 Flucht 1939 Shanghai                                                                          | 23. Feb. 2022 |      | |
| Petristraße 5 (Standort)                    | Jenny Eisenberg            | Hier wohnte Jenny Eisenberg geb. Ullmann Jg. 1859 deportiert 1942 Theresienstadt ermordet in Treblinka                                | 23. Feb. 2022 |      | |
| Petristraße 5 (Standort)                    | Marie Friederike Eisenberg | Hier wohnte Marie Friederike Eisenberg Jg. 1893 deportiert 1941 Łodz/Litzmannstadt 1942 Chelmno/Kulmhof ermordet                      | 23. Feb. 2022 |      | |
| Steinweg 3 (Standort)                       | Julius Schild              | Hier wohnte Julius Schild Jg. 1885 deportiert 1941 Łodz/Litzmannstadt ermordet Sept. 1942 Chelmno/Kulmhof                             | 15. Juli 2021 |      | |
| Steinweg 3 (Standort)                       | Martha Schild              | Hier wohnte Martha Schild geb. Löwinsohn Jg. 1895 deportiert 1941 Łodz/Litzmannstadt ermordet Sept. 1942 Chelmno/Kulmhof              | 15. Juli 2021 |      | |
| Steinweg 3 (Standort)                       | Walter Schild              | Hier wohnte Walter Schild Jg. 1922 Kindertransport 1938 England                                                                       | 15. Juli 2021 |      | |
| Steinweg 3 (Standort)                       | Rolf Schild                | Hier wohnte Rolf Schild Jg. 1924 Kindertransport 1938 England                                                                         | 15. Juli 2021 |      | |
| Steinweg 3 (Standort)                       | Ida Schild                 | Hier wohnte Ida Schild verh. Rosendahl Jg. 1882 Flucht 1935 England                                                                   | 15. Juli 2021 |      | |
| Töpfermarkt 5 (Standort)                    | Albert Mathias             | Hier wohnte Albert Mathias Jg. 1873 deportiert 1942 Theresienstadt ermordet 1942 in Treblinka                                         | 9. Dez. 2010  |      | geboren am 20. August 1873 in Körbecke |
| Töpfermarkt 5 (Standort)                    | Grete Mathias              | Hier wohnte Grete Mathias Jg. 1907 verzogen 1939 Dortmund ???                                                                         | 9. Dez. 2010  |      | |
| Töpfermarkt 5 (Standort)                    | Else Machol                | Hier wohnte Else Machol geb. Mathias Jg. 1910 deportiert 1942 Riga tot in Stutthof                                                    | 9. Dez. 2010  |      | geboren am 27. April 1910 in Hofgeismar |
| Töpfermarkt 5 (Standort)                    | Edith Mathias              | Hier wohnte Edith Mathias Jg. 1913 verzogen 1939 Dortmund ???                                                                         | 9. Dez. 2010  |      | |
| Töpfermarkt 5 (Standort)                    | Bienchen Mathias           | Hier wohnte Bienchen Mathias geb. Israel Jg. 1873 deportiert 1942 Theresienstadt ermordet 1942 in Treblinka                           | 9. Dez. 2010  |      | geboren am 11. Oktober 1873 in Dillich |